# Grand Prix-wegrace van Spanje 1977
De Grand Prix-wegrace van Spanje 1977 was vijfde race van het wereldkampioenschap wegrace voor motorfietsen in het seizoen 1977. De races werden verreden op 22 mei 1977 op het Circuito Permanente del Jarama in Madrid.

## Algemeen
Was het team van Bultaco (met de Nederlandse constructeurs Jan Thiel en Martin Mijwaart) in 1976 niet klaar voor het begin van het seizoen, de geschiedenis herhaalde zich in 1977. Pas in de vijfde GP in Spanje werd er met de nieuwe 50cc-machine getraind, maar in de wedstrijd koos Nieto toch voor de 1976-versie (en won).
In Spanje was de organisatie niet op orde: alle trainingen moesten op één dag afgewerkt worden, de coureurs moesten uren aan de grens wachten omdat de autoriteiten niet op de hoogte waren gebracht en 's avonds na de trainingen werd plotseling de elektriciteit afgesloten. In de 250cc-kwalificatie zetten de tijdwaarnemers de Japanner Ken Nemoto ten onrechte op poleposition.

## 350 cc
In Spanje werd pijnlijk duidelijk dat het team van Harley-Davidson problemen had. Walter Villa wist zich niet voor de 250- en de 350cc-klasse te kwalificeren. Toch werd hij op het laatste moment tot de start van de 350cc-race toegelaten, maar zonder succes: De machine was te langzaam en na enkele ronden stopte hij ermee. Omdat het plotseling begon te regenen voor de start werd de bandenkeus belangrijk. Iedereen startte op profielbanden, met uitzondering van zes rijders, waaronder Giacomo Agostini (dit keer met een tweecilinder Yamaha TZ 350 D) en Christian Sarron. Bruno Kneubühler reed even aan de leiding, maar werd ingehaald door Michel Rougerie. Omdat de baan snel opdroogde volgde er een aantal valpartijen van coureurs op profielbanden. Rougerie wist zich met zijn profielbanden echter goed staande te houden en won de race. Christian Sarron werd tweede en Takazumi Katayama werd derde. De top tien gebruikte een Yamaha.

### Uitslag 350 cc
| Pos | Coureur            | Merk              | Tijd         | Punten |
| --- | ------------------ | ----------------- | ------------ | ------ |
| 1   | Michel Rougerie    | Yamaha            | 1h 05' 18" 9 | 15     |
| 2   | Christian Sarron   | Yamaha            | +22" 6       | 12     |
| 3   | Takazumi Katayama  | Yamaha            | +31" 5       | 10     |
| 4   | Bruno Kneubühler   | Yamaha            | +52" 5       | 8      |
| 5   | Patrick Pons       | Yamaha            | +59" 7       | 6      |
| 6   | Jon Ekerold        | Yamaha            | +1' 04" 2    | 5      |
| 7   | Pekka Nurmi        | Yamaha            | +1' 21" 3    | 4      |
| 8   | Tapio Virtanen     | Yamaha            | +1' 30" 3    | 3      |
| 9   | Vic Soussan        | Yamaha            | +1 ronde     | 2      |
| 10  | Jean-Claude Hogrel | Yamaha            | +1 ronde     | 1      |
| 11  | Markku Matikainen  | Yamaha            | +1 ronde     |        |
| 12  | Alex George        | Yamaha            | +1 ronde     |        |
| 13  | Ken Nemoto         | Yamaha            | +2 ronden    |        |
| 14  | Chas Mortimer      | Maxton-Yamaha     | +2 ronden    |        |
| DNF | Alan North         | Yamaha            |              |        |
| DNF | Olivier Chevallier | Yamaha            |              |        |
| DNF | Benjamin Grau      | Yamaha            |              |        |
| DNF | Tom Herron         | Yamaha            |              |        |
| DNF | Kork Ballington    | Yamaha            |              |        |
| DNF | John Dodds         | Yamaha            |              |        |
| DNF | Philippe Bouzanne  | Yamaha            |              |        |
| DNF | Giacomo Agostini   | Yamaha            |              |        |
| DNF | Pentti Korhonen    | Yamaha            |              |        |
| DNF | Leif Gustafsson    | Yamaha            |              |        |
| DNF | Pierre Soulas      | Yamaha            |              |        |
| DNF | Mario Lega         | Bakker-Morbidelli |              |        |
| DNF | Etienne Geeraerdt  | Yamaha            |              |        |
| DNF | Jean-Claude Hogrel | Yamaha            |              |        |
| DNF | Franco Uncini      | Harley-Davidson   |              |        |
| DNF | Peter Baláž        | Yamaha            |              |        |
| DNF | Michel Frutschi    | Yamaha            |              |        |
| DNF | Miguel Cortés      | Yamaha            |              |        |
| DNF | Walter Villa       | Harley-Davidson   | opgave       |        |
| DNQ | José-Maria Mallol  | Harley-Davidson   |              |        |
| DNQ | Luis Ricart        | Yamaha            |              |        |
| DNQ | Enrique de Juan    | Yamaha            |              |        |
| DNQ | José Cecotto       | Yamaha            |              |        |
| DNQ | Denis Boulom       | Yamaha            |              |        |
| DNQ | Werner Schmied     | Rotax             |              |        |
| DNQ | Roland Freymond    | Yamaha            |              |        |

## 250 cc
De Venezolaan Aldo Nannini (Yamaha) nam even de leiding in de Spaanse 250cc-Grand Prix, maar Barry Ditchburn (Kawasaki) passeerde hem al snel. Dat deden ook Alan North (Yamaha), Jon Ekerold (Yamaha) en Takazumi Katayama (Yamaha). Mario Lega (Morbidelli) had vooral last van een te smalle powerband, wat hem veel tijd kostte en uiteindelijk in een vijfde plaats resulteerde. Na enkele ronden gleed Ditchburn weg, naar zijn zeggen over een benzinespoor, maar hij kon toch nog achtste worden. Katayama maakte hier gebruik van en won de race, maar Ekerold's Yamaha bleef in de derde versnelling vast zitten en hij moest afhaken. Alan North werd tweede en Olivier Chevallier (Yamaha) werd derde. Franco Uncini speelde met zijn Harley-Davidson geen rol bij gebrek aan zowel vermogen als wegligging.

### Uitslag 250 cc
| Pos | Coureur                 | Merk            | Tijd            | Punten          |
| --- | ----------------------- | --------------- | --------------- | --------------- |
| 1   | Takazumi Katayama       | Yamaha          | 59' 10" 6       | 15              |
| 2   | Alan North              | Yamaha          | +25" 9          | 12              |
| 3   | Olivier Chevallier      | Yamaha          | +32" 4          | 10              |
| 4   | Christian Sarron        | Yamaha          | +39" 8          | 8               |
| 5   | Mario Lega              | Morbidelli      | +50" 7          | 6               |
| 6   | Michel Rougerie         | Yamaha          | +55" 3          | 5               |
| 7   | Tom Herron              | Yamaha          | +1' 02" 2       | 4               |
| 8   | Barry Ditchburn         | Kawasaki        | +1' 04" 6       | 3               |
| 9   | Akihiro Kiyohara        | Kawasaki        | +1' 09" 0       | 2               |
| 10  | Bruno Kneubühler        | Yamaha          | +1' 36" 5       | 1               |
| 11  | Kork Ballington         | Yamaha          | +1' 39" 0       |                 |
| 12  | Vic Soussan             | Yamaha          | +1 ronde        |                 |
| 13  | Franco Uncini           | Harley-Davidson | +1 ronde        |                 |
| 14  | Jean-Claude Hogrel      | Yamaha          | +1 ronde        |                 |
| 15  | Michel Frutschi         | Yamaha          | +1 ronde        |                 |
| 16  | Sauro Pazzaglia         | Yamaha          | +1 ronde        |                 |
| 17  | Ken Nemoto              | Yamaha          | +1 ronde        |                 |
| 18  | Andrès Pérez Rubio      | Yamaha          | +1 ronde        |                 |
| 19  | Carlos de San Antonio   | Yamaha          | +2 ronden       |                 |
| 20  | Pekka Nurmi             | Yamaha          | +6 ronden       |                 |
| DNF | Guy Bertin              | Yamaha          |                 |                 |
| DNF | Aldo Nannini            | Yamaha          |                 |                 |
| DNF | Toni Mang               | Yamaha          |                 |                 |
| DNF | Vinicio Salmi           | Yamaha          |                 |                 |
| DNF | Chas Mortimer           | Maxton-Yamaha   |                 |                 |
| DNF | Jon Ekerold             | Yamaha          | versnellingsbak | versnellingsbak |
| DNF | Jean-François Baldé     | Yamaha          |                 |                 |
| DNF | Leif Gustafsson         | Yamaha          |                 |                 |
| DNF | Carlos Morante          | Yamaha          |                 |                 |
| DNF | Philippe Bouzanne       | Yamaha          |                 |                 |
| DNF | Patrick Pons            | Yamaha          |                 |                 |
| DNF | Tapio Virtanen          | Yamaha          |                 |                 |
| DNF | John Dodds              | Yamaha          |                 |                 |
| DNS | Benjamin Grau           | Derbi           |                 |                 |
| DNQ | Etienne Geeraerdt       | Yamaha          |                 |                 |
| DNQ | Pierre Soulas           | Yamaha          |                 |                 |
| DNQ | Peter Baláž             | Yamaha          |                 |                 |
| DNQ | Francisco Calafat Pérez | Yamaha          |                 |                 |
| DNQ | Luis Ricart             | Yamaha          |                 |                 |
| DNQ | Walter Villa            | Harley-Davidson |                 |                 |
| DNQ | Ulrich Graf             | Yamaha          |                 |                 |
| DNQ | José-Maria Mallol       | Yamaha          |                 |                 |
| DNQ | Harald Bartol           | Yamaha          |                 |                 |
| DNQ | Pedro Parajua           | Yamaha          |                 |                 |
| DNQ | José Cecotto            | Yamaha          |                 |                 |
| DNQ | Per-Edvard Carlsson     | Yamaha          |                 |                 |
| DNQ | Pentti Korhonen         | Yamaha          |                 |                 |
| DNQ | Roland Freymond         | Yamaha          |                 |                 |
| DNQ | Giovanni Ziggiotto      | Yamaha          |                 |                 |
| DNQ | Antonio Contente        | Yamaha          |                 |                 |
| DNQ | Jorge Viegas            | Yamaha          |                 |                 |

## 125 cc
Net als in de twee voorgaande GP's was Pier Paolo Bianchi (Morbidelli) ongenaakbaar. Eugenio Lazzarini (Morbidelli) werd achter hem tweede, maar was geen moment in zijn buurt geweest, terwijl Ángel Nieto zijn Bultaco al na één ronde geparkeerd had. Nu werd Jean-Louis Guignabodet met zijn Morbidelli derde.

### Uitslag 125 cc
| Pos | Coureur                 | Merk       | Tijd      | Punten |
| --- | ----------------------- | ---------- | --------- | ------ |
| 1   | Pier Paolo Bianchi      | Morbidelli | 53' 52" 4 | 15     |
| 2   | Eugenio Lazzarini       | Morbidelli | +1' 04" 5 | 12     |
| 3   | Jean-Louis Guignabodet  | Morbidelli | +1' 40" 6 | 10     |
| 4   | Giovanni Ziggiotto      | Morbidelli | +1' 48" 9 | 8      |
| 5   | Julien van Zeebroeck    | Morbidelli | +1' 54" 5 | 6      |
| 6   | Per-Edvard Carlsson     | Morbidelli | +1 ronde  | 5      |
| 7   | Johann Parzer           | Morbidelli | +2 ronden | 4      |
| 8   | Werner Schmied          | Rotax      | +2 ronden | 3      |
| 9   | Willy Pérez             | Yamaha     | +4 ronden | 2      |
| 10  | Jorge Navarrete         | Bultaco    | +5 ronden | 1      |
| DNF | Ángel Nieto             | Bultaco    | motor     |        |
| DNF | Gert Bender             | Bender     |           |        |
| DNF | Sauro Pazzaglia         | Morbidelli |           |        |
| DNF | Toni Mang               | Morbidelli | val       |        |
| DNF | Stefan Dörflinger       | Morbidelli |           |        |
| DNF | Patrick Plisson         | Morbidelli |           |        |
| DNF | Harald Bartol           | Morbidelli |           |        |
| DNF | Miguel Cortés           | Ringhini   |           |        |
| DNF | Francisco Calafat Pérez | Morbidelli |           |        |
| DNF | Matti Kinnunen          | Morbidelli |           |        |
| DNF | François Granon         | Morbidelli |           |        |
| DNF | Jacky Hutteau           | Morbidelli |           |        |
| DNF | Ramón Pano              | Ringhini   |           |        |
| DNQ | José Luis Alemany       | Bultaco    |           |        |

## 50 cc
In de 50cc-race vertrokken de Bultaco-rijders Ángel Nieto en Ricardo Tormo als snelste, maar Tormo moest uiteindelijk buigen voor de druk van Eugenio Lazzarini (Van Veen-Kreidler) en genoegen nemen met de derde plaats.

### Uitslag 50 cc
| Pos | Coureur                | Merk              | Tijd      | Punten |
| --- | ---------------------- | ----------------- | --------- | ------ |
| 1   | Ángel Nieto            | Bultaco           | 33' 39" 3 | 15     |
| 2   | Eugenio Lazzarini      | Van Veen-Kreidler | +9" 7     | 12     |
| 3   | Ricardo Tormo          | Bultaco           | +17" 4    | 10     |
| 4   | Herbert Rittberger     | Van Veen-Kreidler | +1' 43" 2 | 8      |
| 5   | Stefan Dörflinger      | Kreidler          | +1 ronde  | 6      |
| 6   | Jean-Louis Guignabodet | UFO-Morbidelli    | +1 ronde  | 5      |
| 7   | Ulrich Graf            | Kreidler          | +1 ronde  | 4      |
| 8   | Ramón Galí             | Derbi             | +2 ronden | 3      |
| 9   | Günter Schirnhofer     | Kreidler          | +2 ronden | 2      |
| 10  | Jorge Navarrete        | Derbi             | +2 ronden | 1      |
| 11  | Artur Benitah          | Kreidler          | +2 ronden |        |
| 12  | Daniel Corvi           | Kreidler          | +2 ronden |        |
| 13  | Rudolf Kunz            | Kreidler          | +2 ronden |        |
| NC  | Aldo Pero              | Kreidler          | +5 ronden |        |
| DNF | Patrick Plisson        | ABF               |           |        |
| DNF | Ingo Emmerich          | Kreidler          |           |        |
| DNF | Wolfgang Müller        | Kreidler          |           |        |
| DNF | Gaspar Legaz           | Derbi             |           |        |
| DNF | Jacky Hutteau          | ABF               |           |        |
| DNF | Joaquín Galí           | Bultaco           |           |        |
| DNF | Javier Mira            | Joralp            |           |        |

1950 · 1951 · 1952 · 1953 · 1954 · 1955 · 1957 · 1958 · 1959 · 1960 · 1961 · 1962 · 1963 · 1964 · 1965 · 1966 · 1967 · 1968 · 1969 · 1970 · 1971 · 1972 · 1973 · 1974 · 1975 · 1976 · 1977 · 1978 · 1979 · 1980 · 1981 · 1982 · 1983 · 1984 · 1985 · 1986 · 1987 · 1988 · 1989 · 1990 · 1991 · 1992 · 1993 · 1994 · 1995 · 1996 · 1997 · 1998 · 1999 · 2000 · 2001 · 2002 · 2003 · 2004 · 2005 · 2006 · 2007 · 2008 · 2009 · 2010 · 2011 · 2012 · 2013 · 2014 · 2015 · 2016 · 2017 · 2018 · 2019 · 2020 · 2021 · 2022 · 2023 · 2024 · 2025